# Ekeryd, Jönköpings kommun
Ekeryd var en småort i Bankeryds socken i Jönköpings kommun i Jönköpings län, strax väster om Bankeryd. Från 2018 är den sammanväxt och en del av tätorten Bankeryd.